# Salse di Puianello
Le Salse di Puianello sono un complesso di salse situato nel comune di Maranello, in provincia di Modena. Formato da una decina di apparati lutivomi dispersi in numerosi gruppi (tra cui Salsa di Montardone, Salsa della Centora, Salsa Rocca Santa Maria, La Bomba) lungo il rio delle Sarse, nella Formazione del Termina, sono allineati lungo un sistema di faglie e caratterizzati da intensa salinità dei fanghi e presenza di sostanze bituminose.

## Descrizione

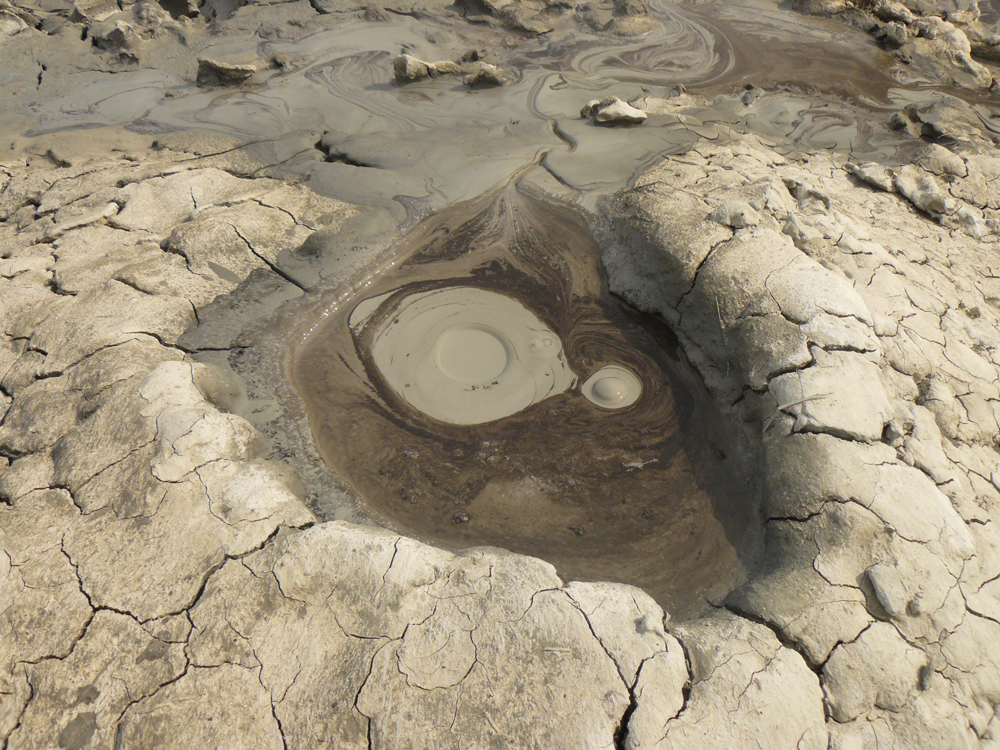
Emissione fangosa ricca di sostanze bituminose

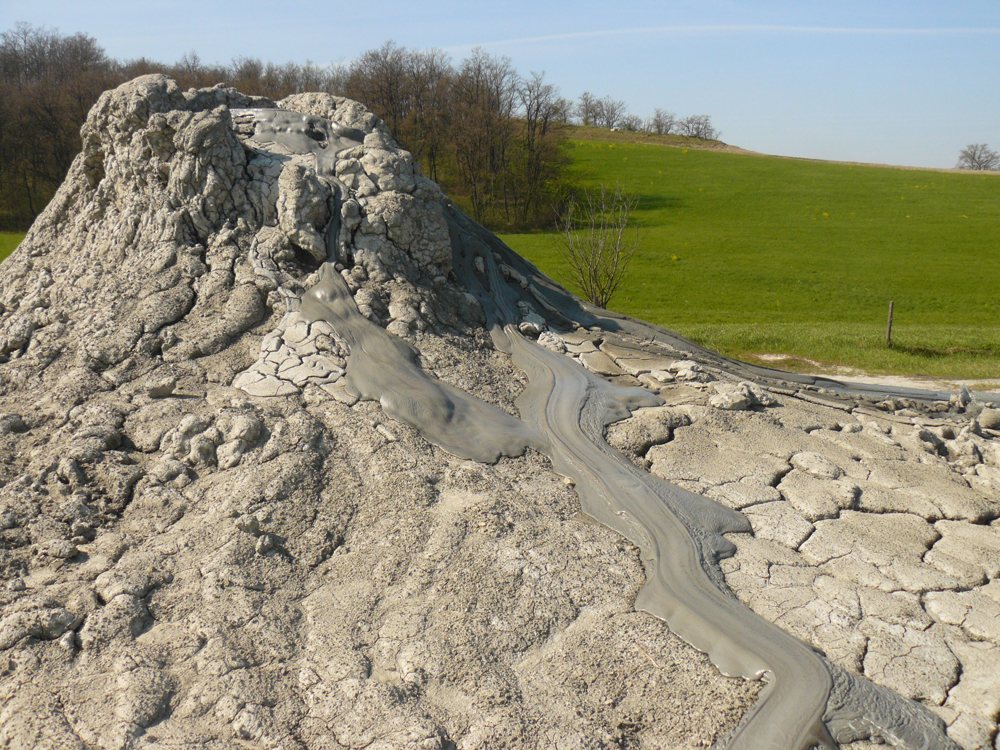
Colata attiva

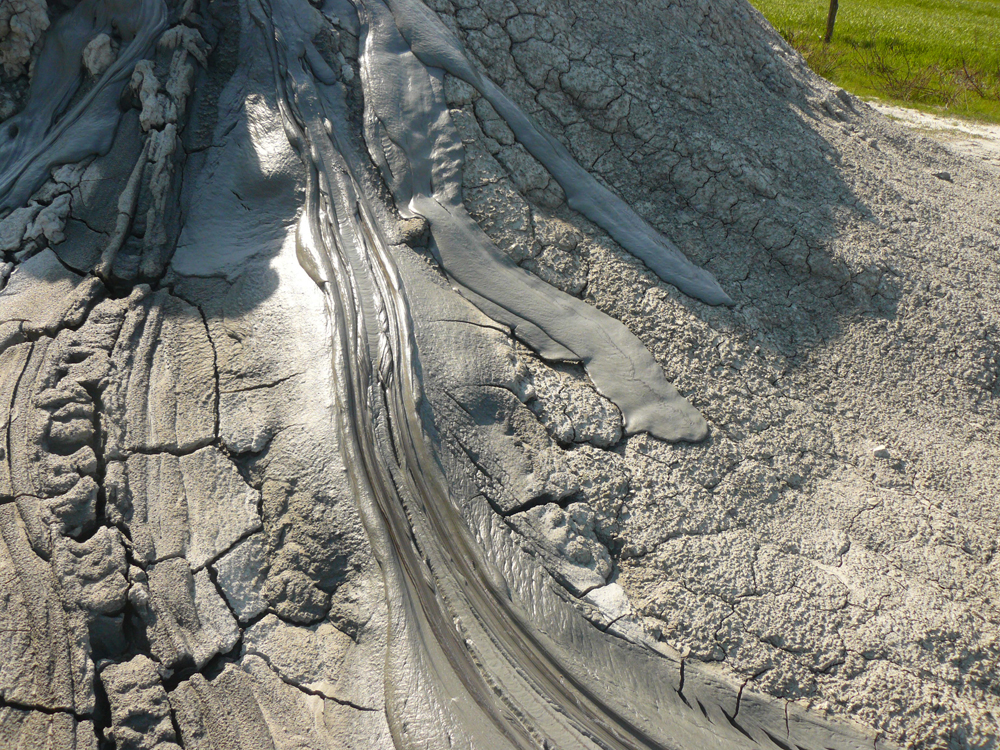
Dettaglio della colata fangosa

Il complesso delle salse di Puianello si sviluppa lungo il Rio delle Sarse, che scorre su marne ed argille grigie, appartenenti alla Formazione del Termina (Successione epiligure). Esso sembra allinearsi lungo un sistema di faglie, ad andamento nord-sud, che mette a contatto la Formazione del Termina con le Arenarie di Scabiazza. La morfologia della zona è caratterizzata da lievi ondulazioni collinari, anche se in alcuni tratti sono presenti forme calanchive.
Le salse di Puianello sono costituite da una decina d'apparati lutivomi, dispersi in numerosi gruppi, dei quali solo alcuni sono sempre molto attivi ed in particolare quelli posti in un campo pianeggiante, situato a sud del nucleo abitato della Guardiola - Possessione (da non confondere con quello denominato "Sarse"), alla testata del Rio delle Sarse. In questo campo, le emissioni fangose originano, talora, conetti (nel 1998 erano attive sette bocche lutivome), anche di discrete dimensioni o (piccoli) laghetti di fango. I fanghi di queste salse sono particolarmente ricchi di sostanze bituminose, specialmente quelli dei coni più sviluppati in altezza, alla cui sommità si formano caratteristici "anelli" concentrici nerastri ed untuosi al tatto. Purtroppo, l'attività agricola nell'area è molto intensa, tanto che le arature talora interessato anche le salse; tuttavia, i conetti lutivomi riescono ugualmente a svilupparsi, grazie alle cospicue e continue emissioni. L'intensa salinità dei fanghi e la presenza di sostanze bituminose ostacolano il normale sviluppo e la crescita della vegetazione. La salinità del luogo consente la crescita ad alcune specie particolarmente legate a questo tipo di habitat quali: Hordeum marinum, Atriplex patula var. angustifolia, Podospermum canum. Purtroppo, l'attività agricola, nei cui limiti si inserisce il gruppo principale delle Salse di Puianello, impedisce lo sviluppo degli apparati lutivomi che, se lasciati intatti, sarebbero forse di pari bellezza a quelli delle Salse di Nirano; anche l'accesso alla zona è teoricamente vietato da appositi cartelli.

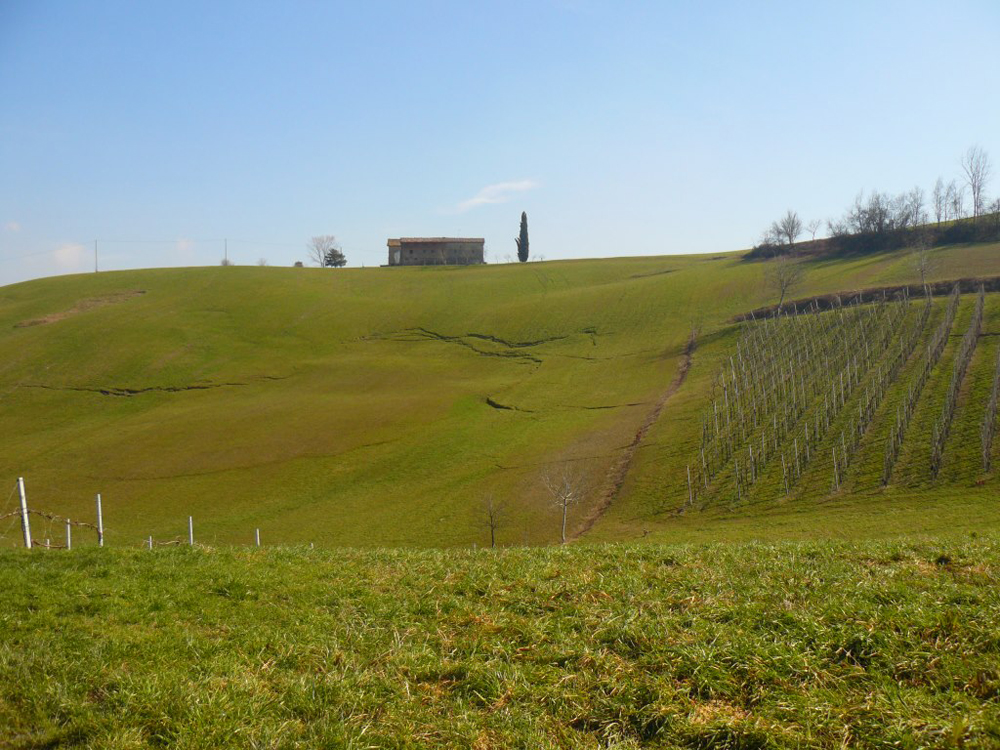
Il margine dello sprofondamento della caldera nel 2015

Il giorno 27 gennaio 2015 ha iniziato a manifestarsi lo sprofondamento di un'ampia porzione di versante, compresa fra le salse attive in prossimità della frazione di Possessione e i calanchi a valle di Le Sarse. Interessata una superficie superiore a 40 ettari. L'evento si è manifestato in modo improvviso e simultaneo su tutta l'area, preceduto da un percepibile "scuotimento" generale, e non ha mostrato più, almeno fino ai due mesi successivi, segni di ripresa o aggravamento. I rilevamenti successivi all'evento hanno evidenziato la presenza di fratture distensive lungo tutto il perimetro dell'area interessata. In seguito allo sprofondamento sono rimaste seriamente danneggiate tre abitazioni.

## Salsa della Centora, detta "la Bomba"
La principale fra queste salse un tempo conosciuta come salsa della Centora o "la Bomba", emette fanghi molto densi con frammenti rocciosi calcarei, da cui deriva la forma molto alta del conetto, circa 21 m, si apre in brecce a matrice argillosa. In passato altezza di 9-10 m, base di 80 m. Attualmente, il cono della salsa, peraltro poco attiva (le fanghiglie, molto dense, spesso non riescono ad uscire dagli orifizi), raggiunge un'altezza di circa 2 m; fino a tempi recenti la salsa era sistematicamente distrutta dalle pratiche agricole d'aratura. In realtà, fino alla fine degli anni 1960 il cono eruttivo della salsa solitamente si ergeva con arditi pinnacoli di 7-8 m d'altezza; a detta dello Spinelli nel 1901 la salsa avrebbe raggiunto un'altezza di non meno di 9 m, mentre la sua circonferenza basale sarebbe stata di ben 80 m. Il cono eruttivo appare costituito dal materiale emesso dalla salsa, in pratica un fango molto denso, con detriti calcarei, spinto in alto dal gas. Secondo quanto riportato dallo Scicli, negli anni 1960 la salsa era poco attiva, ma con attività concentrata solitamente nelle prime ore della giornata, eruttando ad intervalli fango salato assai denso e frammenti di roccia calcarea, alcuni dei quali potevano pesare più di un chilogrammo. Il pianoro, sul quale sorge la salsa, sembra essere separato dalla parte sommitale del versante, sulla base d'alcuni indizi morfologici quali una brusca rottura di pendio rettilinea, da una superficie di taglio. Inoltre, sono presenti alcune contropendenze che formano piccole conche prive di drenaggio, verosimilmente imputabili ad una frana rotazionale presente lungo la scarpata del Rio Tacca. L'escursione alla Salsa della Centora, consente di avere una panoramica a distanza del Sasso delle Streghe.